# Fascicularia bicolor
Fascicularia bicolor là một loài thực vật có hoa trong họ Bromeliaceae. Loài này được (Ruiz & Pav.) Mez mô tả khoa học đầu tiên năm 1894.

## Hình ảnh

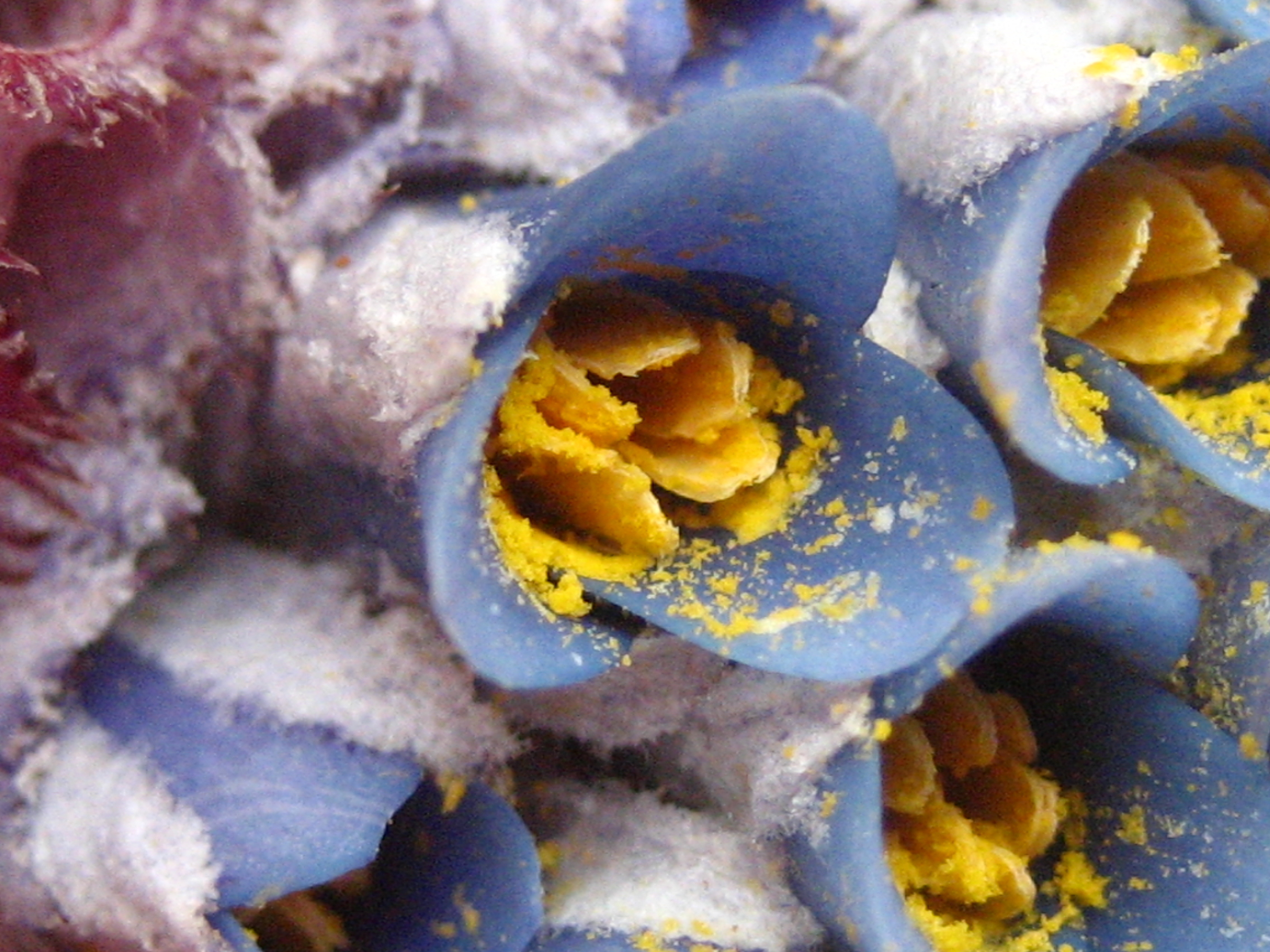
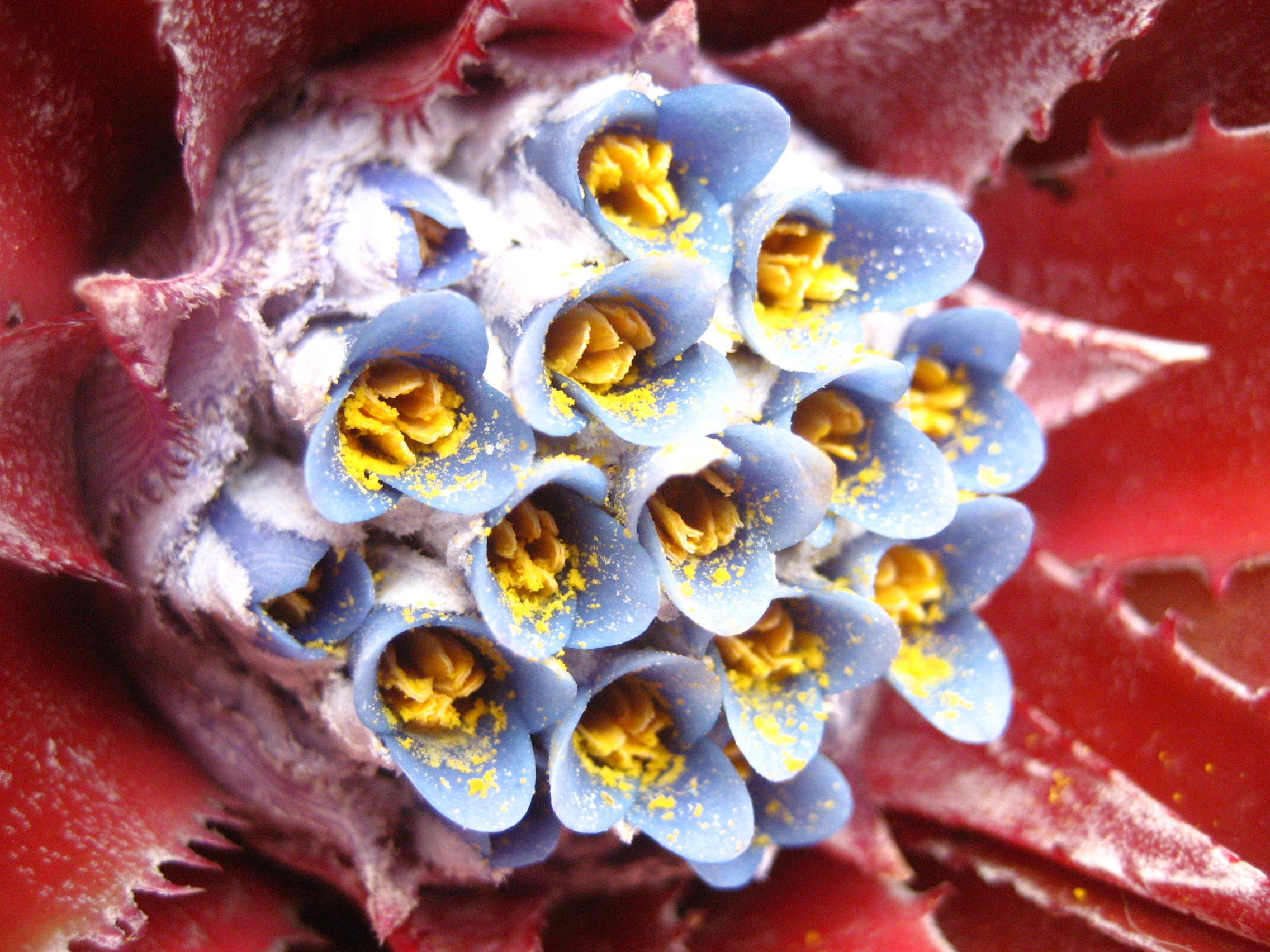
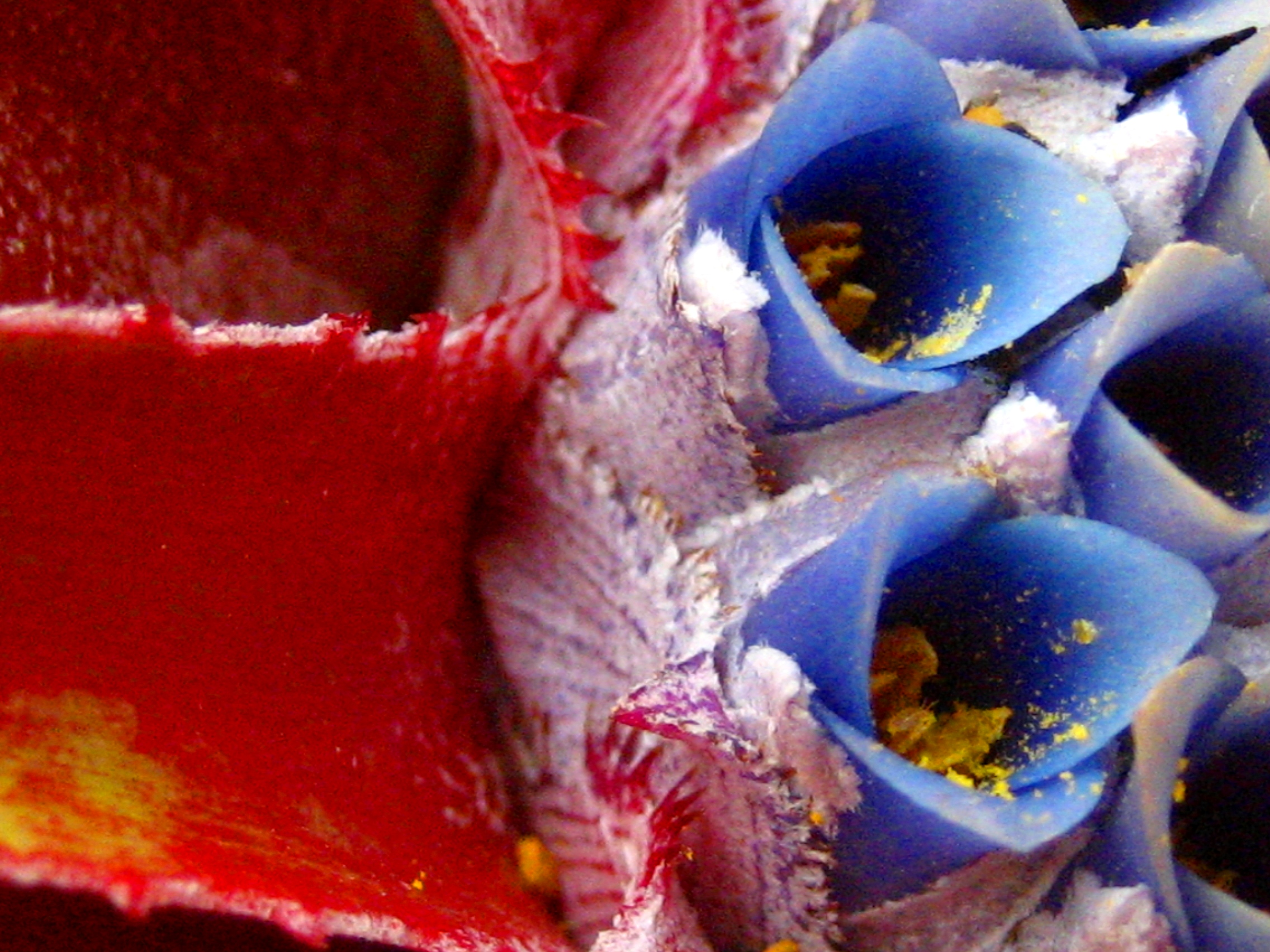
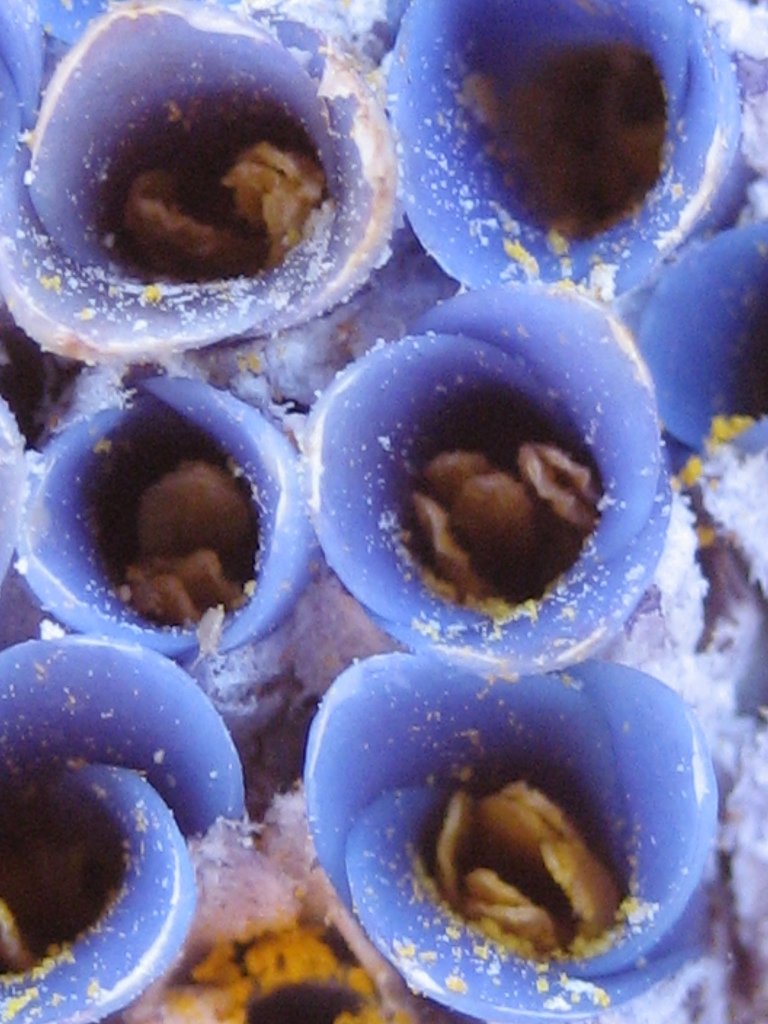